# Томислав Пелин
Томислав Пелин (хорв. Tomislav Pelin, нар. 26 березня 1981, Загреб) — хорватський футболіст, що грав на позиції воротаря.
Виступав, зокрема, за клуб «Загреб», з яким став чемпіоном Хорватії, а також молодіжну збірну Хорватії.

## Клубна кар'єра
Народився 26 березня 1981 року в місті Загреб. Вихованець футбольної школи клубу «Загреб». Дорослу футбольну кар'єру розпочав 2000 року в основній команді того ж клубу, в якій провів чотири сезони, взявши участь у 7 матчах чемпіонату. За цей час виборов титул чемпіона Хорватії.
Згодом з 2004 по 2006 рік грав у складі команди «Славен Белупо», після чого відправився до «Зімбру», з яким 2007 року став володарем Кубка Молдови. Тут хорватський воротар теж не зміг стати основним, програвши конкуренцію молодому вихованцю кишинівців Ніколає Каланчі, тому 2008 року повернувся у «Славен Белупо», де провів ще два роки.
У сезоні 2010/11 був запасним воротарем «Рієки», так і не зігравши за команду жодної гри, тому по його завершенню втретє повернувся у «Славен Белупо», провівши там ще три роки.
У сезоні 2014/15 грав за словенський клуб «Крка», а завершив ігрову кар'єру на батьківщині у нижчолігових командах «Виноградар» та «Радобой», за які виступав протягом 2015—2018 років.

## Виступи за збірні
1999 року дебютував у складі юнацької збірної Хорватії (U-17), загалом на юнацькому рівні взяв участь у 5 іграх, пропустивши 9 голів.
2002 року зіграв свій єдиний матч у складі молодіжної збірної Хорватії проти однолітків з Болгарії (3:1).